# جاکومو گتوزو
جاکومو گتوزو (انگلیسی: Giacomo Gattuso؛ زادهٔ ۱۴ ژوئن ۱۹۶۸) بازیکن فوتبال اهل ایتالیا است.
از باشگاه‌هایی که در آن بازی کرده‌است می‌توان به باشگاه فوتبال سالرنیتانا، باشگاه فوتبال کاتانیا، باشگاه فوتبال کومو، باشگاه فوتبال نووارا، و باشگاه فوتبال اسپال اشاره کرد.